# 姜保胜
姜保胜（1925年3月—2014年9月17日），山东牟县人。1945年5月参加革命工作，1945年9月加入中国共产党。
曾任湖南省建材工业局党组书记、局长。1992年11月批准离休。
2014年9月17日在长沙逝世。